# Fighting Father Dunne
Pour plus de détails, voir Fiche technique et Distribution.
Fighting Father Dunne est un film américain en noir et blanc réalisé par Ted Tetzlaff, sorti en 1948.

## Synopsis
Au début du XXe siècle, à Saint-Louis (Missouri). La vie du prêtre catholique Peter Dunne (1870-1939) qui créa un Foyer pour recueillir les enfants des rues, le "News Boys Home". Entre 1906 (date de sa venue à Saint-Louis) et 1939, sept mille pensionnaires se sont succédé, dont beaucoup de vendeurs de journaux et de cireurs de chaussures.
(voir : (en) Old Newsboys Day St. Louis and Fr. Peter Dunne)

## Fiche technique
- Titre original : Fighting Father Dunne
- Titre français : Ses mauvais Garçons
- Réalisation : Ted Tetzlaff
- Scénario : William Rankin (histoire), Martin Rackin, Frank Davis
- Photographie : George E. Diskant
- Musique : Roy Webb (compositeur), Constantin Bakaleinikoff (directeur)
- Montage : Frederic Knudtson
- Producteur : Phil L. Ryan
- Société de production : RKO Radio Pictures
- Pays d'origine :  États-Unis
- Langue : anglais américain
- Format : noir et blanc — 35 mm — 1,37:1 — son : mono (Western Electric Sound System)
- Genre : drame, biographie
- Durée : 93 minutes
- Date de sortie :
  - États-Unis : 19 juin 1948
  - France : 29 mai 1953

## Distribution
- Pat O'Brien : le Père Peter J. Dunne
- Darryl Hickman : Matt Davis
- Charles Kemper : Emmett Mulvey
- Una O'Connor : Miss O'Rourke
- Arthur Shields : M. Michael O'Donnell
- Harry Shannon : Thomas Lee
- Joe Sawyer : Steve Davis
- Anna Q. Nilsson : Mrs. Olaf Knudson
- Donn Gift : Jimmy
- Myrna Dell : Paula Hendricks
- Ruth Donnelly : Kate Mulvey
- James Nolan : le policier Danny Briggs
- Billy Cummings : Tony
- Billy Gray : Chip
- Eric Roberts : Monk
- Gene Collins : Lefty
- Lester Matthews : l'archevêque John Joseph Glennon
- Ray Walker : Fred Carver
- Griff Barnett : le gouverneur
- Jason Robards Sr. : J.J. Sonin